# دکس‌مدتومیدین
دکس‌مدتومیدین (به انگلیسی: Dexmedetomidine) که با نام تجاری مدونکس ®Medonex فروخته می‌شود، یک داروی ضد درد، آرام‌بخش و مسکن است.

## استفاده دامپزشکی
دکس‌مدتومیدین، با نام تجاری Dexdomitor (توسط اوریون کورپوریشن)، در اتحادیه اروپا برای استفاده در گربه‌ها و سگ‌ها در سال ۲۰۰۲ برای اثرات آرام بخشی و القای بیهوشی عمومی تأیید شد. سازمان غذا و دارو (آمریکا) دکس‌مدتومیدین را برای استفاده در سگ‌ها در سال ۲۰۰۶ و برای گربه‌ها در سال ۲۰۰۷ تأیید کرد.